# Emporenmalerei in Schleswig-Holstein
Dieser Artikel listet die Kirchen in Schleswig-Holstein, in denen sich Emporenmalereien befinden.

## Überblick

### Überlieferter Bestand
Neben einem spätmittelalterlichen Beispiel finden sich in Schleswig-Holstein in 80 Kirchen insgesamt 92 Emporenbilderzyklen aus dem 16. bis 18. Jahrhundert. Besonders im 19. Jahrhundert wurden viele Bilderzyklen wieder entfernt oder übermalt.
In der kreisfreien Stadt Neumünster sowie in den Kreisen Plön und Stormarn haben sich keine Malereien dieser Art erhalten. In Esgrus, Lübeck (3 × Marienkirche, 1 × Petrikirche), Schenefeld, Friedrichstadt, Kellinghusen und auf Helgoland befanden sich Emporen mit Bildern, die jedoch im Laufe der Zeit zerstört wurden.

### Themen
24 Zyklen zeigen sowohl alt- als auch neutestamentlichen Szenen, wobei das Alte Testament und das Neue Testament meist typologisch aufeinander bezogen werden. 16 Zyklen zeigen ausschließlich neutestamentliche Thematik, wobei oft die Passion Christi im Zentrum steht. Nur sechs führen ausschließlich auf alttestamentliche Bildthemen.
23 Zyklen zeigen Darstellungen von biblischen Figuren, darunter besonders häufig die zwölf Apostel. Während die verwendeten Vorlagen der Bilder zum Teil der Tradition des Apostelcredos folgen, fehlt auf den Emporenbildern in Schleswig-Holstein die spezifische Zuweisung eines Teiles des Apostolisches Glaubensbekenntnis zu den dargestellten Personen.
Einige Zyklen, wie etwa in Grundhof oder Bordelum, zeigen Beispielbilder für die Themen des lutherischen Katechismus.
Es gibt aber auch Emporenzyklen mit anderen Darstellungen, wie etwa den Seligpreisungen, die Tugenden oder Embleme, wie sie beispielsweise in Bad Bramstedt, Bargum, Enge-Sand, Katharinenheerd und Leck zu finden sind.

### Vorlagen

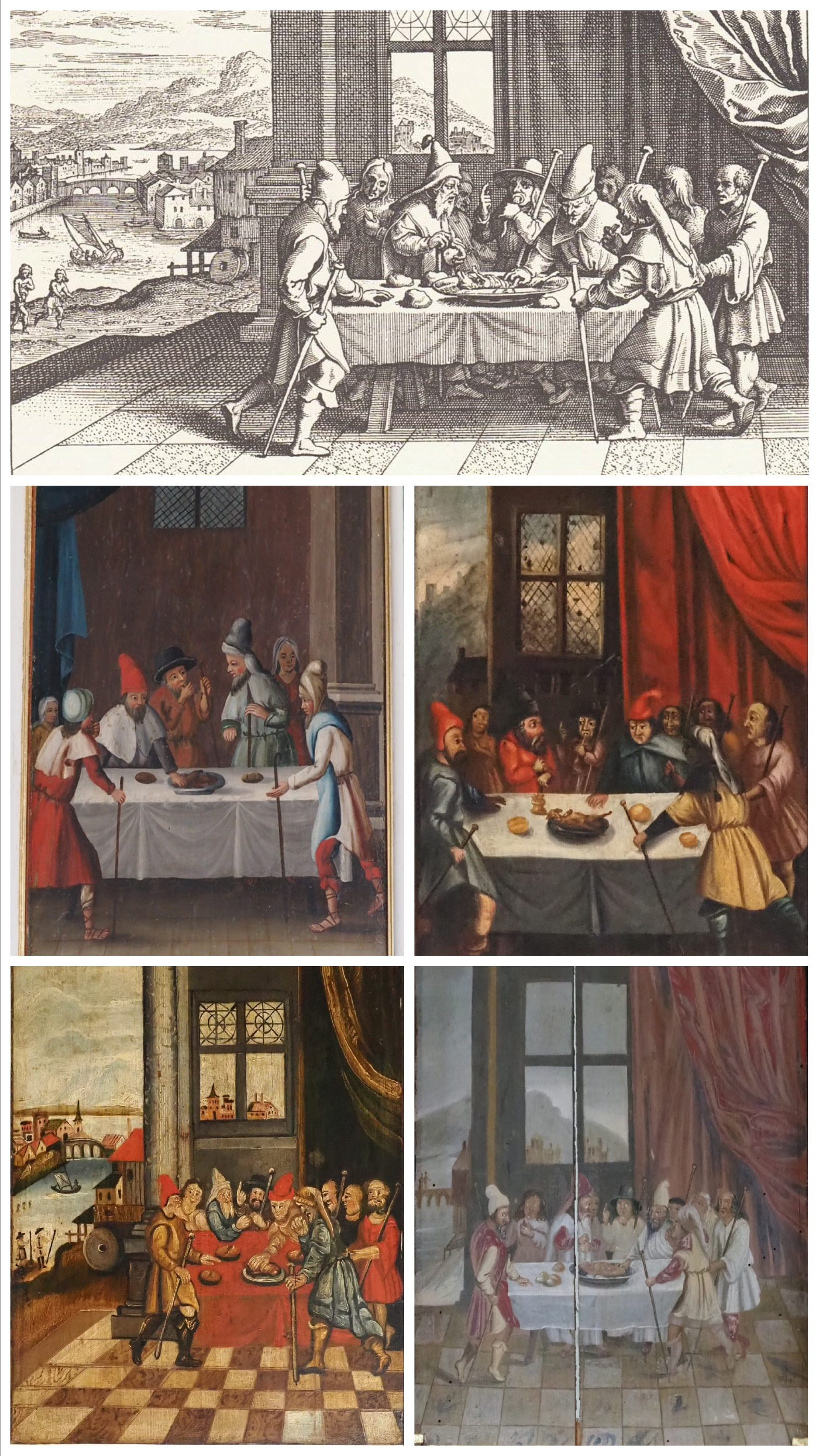
Das Passahmahl in Ägypten: Vorlage von Matthäus Merian und Emporenbilder in Eggebek, Heide, Steinbergkirche und Tetenbüll

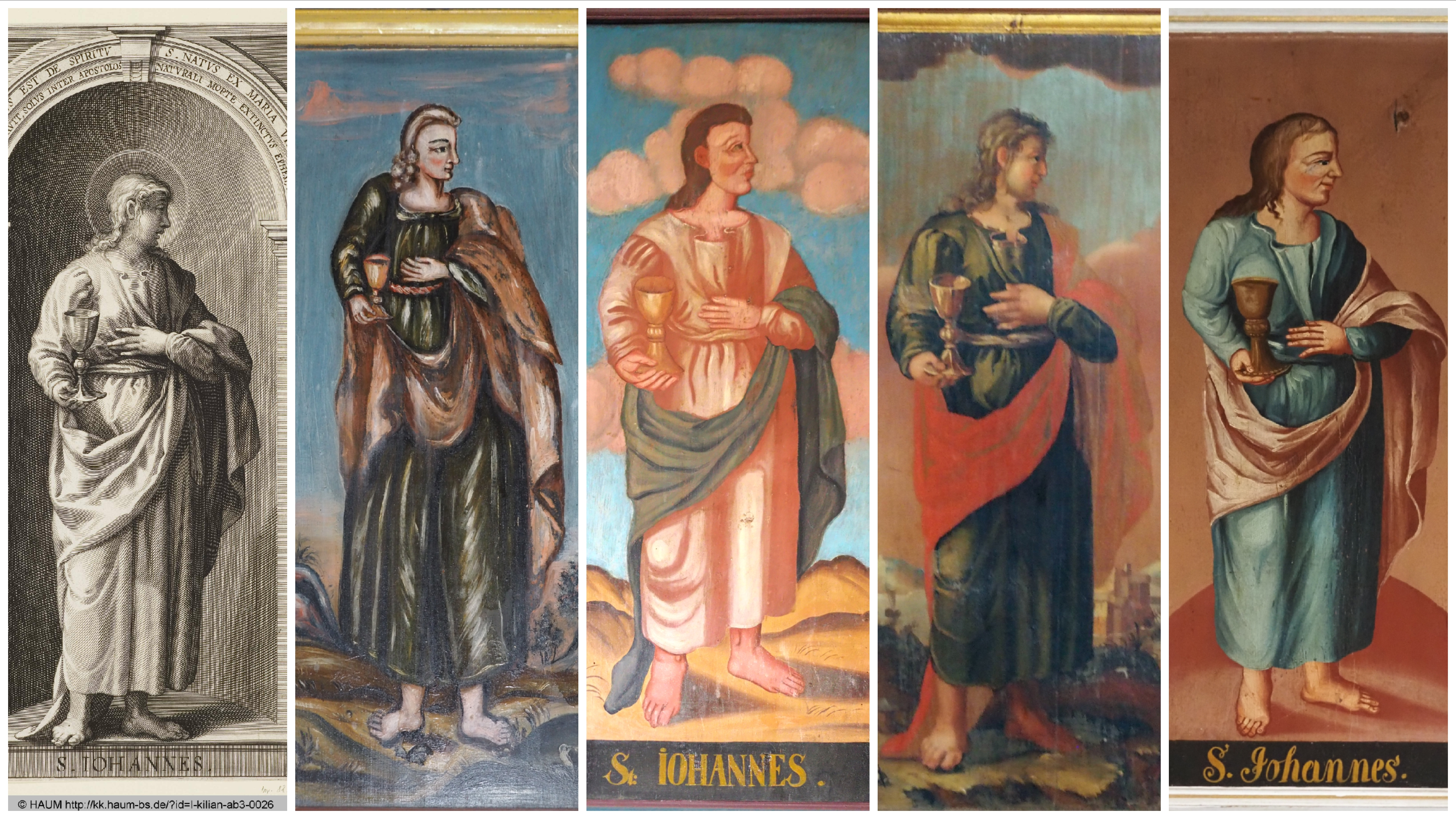
Vorlage von Kager mit einem zugeordneten Satz aus dem apostolischen Glaubensbekenntnis und Emporenbilder in Bargum, Jörl, Langenhorn und Nordhackstedt

Die Bilder der Emporenzyklen wurden in der Regel nach Vorlagen gemalt. Verwendet wurden dafür Stiche aus Bibeln oder anderen Büchern. Nur selten wurde, wie etwa in Tetenbüll und Katharinenheerd, für einen ganzen Zyklus nur eine einzige Quelle als Vorlage benutzt.
Die am häufigsten in Schleswig-Holstein verwendeten Vorlagen sind folgende:
- Die Vier Bücher vom wahren Christentum von Johann Arndt wurden in Emporenbilderzyklen von Bad Bramstedt, Enge und St.-Johannis-Kloster vor Schleswig als Vorlage verwendet.

- Stiche von Johann Matthias Kager dienten als Vorlage in Bargum, Jörl und Langenhorn und Nordhackstedt.

- Stiche von Jacob von Sandrart wurden in den Emporenzyklen in Großenwiehe, Medelby, Bargum und Jevenstedt als Vorlage verwendet.

- Stiche aus der von Christoph Weigel dem Älteren herausgegebenen Biblia ectypa wurden in den Kirchen in Gettorf, Glückstadt, Grundhof und Hohn als Vorlage benutzt. Einzelne Bilder wurden auch in den Zyklen in Süderstapel, Husby, Großsolt,   Quern und  Flensburg Adelby nach Weigel gemalt.

- Die in vielen Bibelausgaben veröffentlichten Stiche von Matthäus Merian wurden am häufigsten als Vorlage für die Emporenmalerei benutzt, so etwa in den Kirchen von Bredtstedt, Eggebek, Flensburg Adelby, Heide, Husby, Kleinsolt, Medelby, Tetenbüll und Steinbergkirche.

- Stiche von Marten de Vos wurden in großer Zahl in der Kirche von Bosau als Vorlage verwendet.  Man findet sie aber vereinzelt auch als Vorlage in den Kirchen von Medelby, Großsolt, Sörup, Quern und Bergenhusen.

## Emporenmalerei im Kreis Dithmarschen
- St.-Remigius-Kirche (Albersdorf): Zehn Tafeln mit Szenen aus der Passion Christi an der westlichen Orgelempore, aus der Mitte des 17. Jahrhunderts.[4] Die Tafeln befanden sich bis 1969 am Altar.[5]
- St. Clemens (Büsum): Einzelheilige an der Nordempore. Propheten und Apostel, aus dem 17. oder 18. Jahrhundert.[6]
- St. Jürgen (Heide): An der Nordempore befinden sich 43 Bilder von verschiedenen Malern mit Szenen zum Alten und Neuen Testament, aus der Mitte des 17. Jahrhunderts.[7] Über den Bildern gibt es deutende Überschriften. Die Malereien folgen den Stichen der Icones biblicae des Matthäus Merian (1627/30);[8] die Anbetung der Könige wurde nach dem entsprechenden Tafelbild von Martin Schongauer (um 1475; Berlin, Gemäldegalerie, Inv. Nr. 1629) gemalt.

## Emporenmalerei in Flensburg
- Flensburg – Adelby: 45 Bildtafeln. 12 Bilder zum Alten Testament um 1780 von J. M. Lund. 45 Bilder zum neuen Testament von 1689. 8 Bilder mit Personen. Die Evangelisten und vier weitere.
- Flensburg – St. Jürgen: Emporenbilder von 1907: 20 Bilder zum Neuen Testament eingerahmt von geschnitzten Figuren, die die christlichen Tugenden und die Lehrer der Evangelischen Kirche darstellen.

## Emporenmalerei im Herzogtum Lauenburg

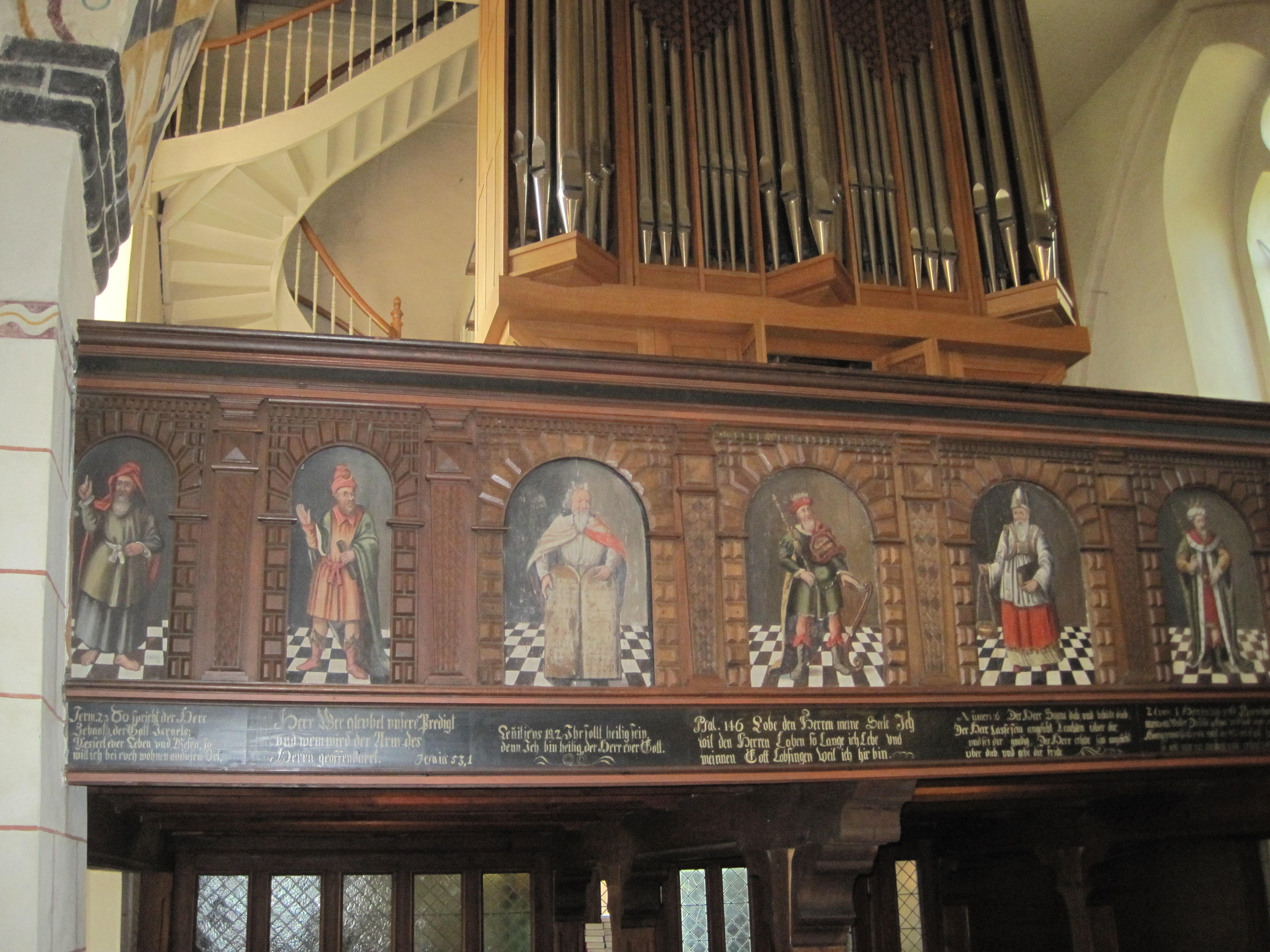
Berkenthin, Maria-Magdalenen-Kirche: Renaissancebrüstung der Westempore (Ende 16. Jhd.)

- Maria-Magdalenen-Kirche (Berkenthin): Auf der Westempore Spätrenaissancebrüstung vom Ende des 16. Jahrhunderts mit Tafeln von Moses, vier Königen des Alten Testaments, Johannes dem Täufer und einer weiteren Einzelfigur.[9]
- Marienkirche (Büchen): Emporenbrüstung aus Franzhagen, um 1600. Bilder aus dem Alten und Neuen Testament.[10]

- St.-Salvatoris-Kirche (Geesthacht): Hufeisenempore mit Brüstung und Emporenbildern von W. Langbein (1938).[11]

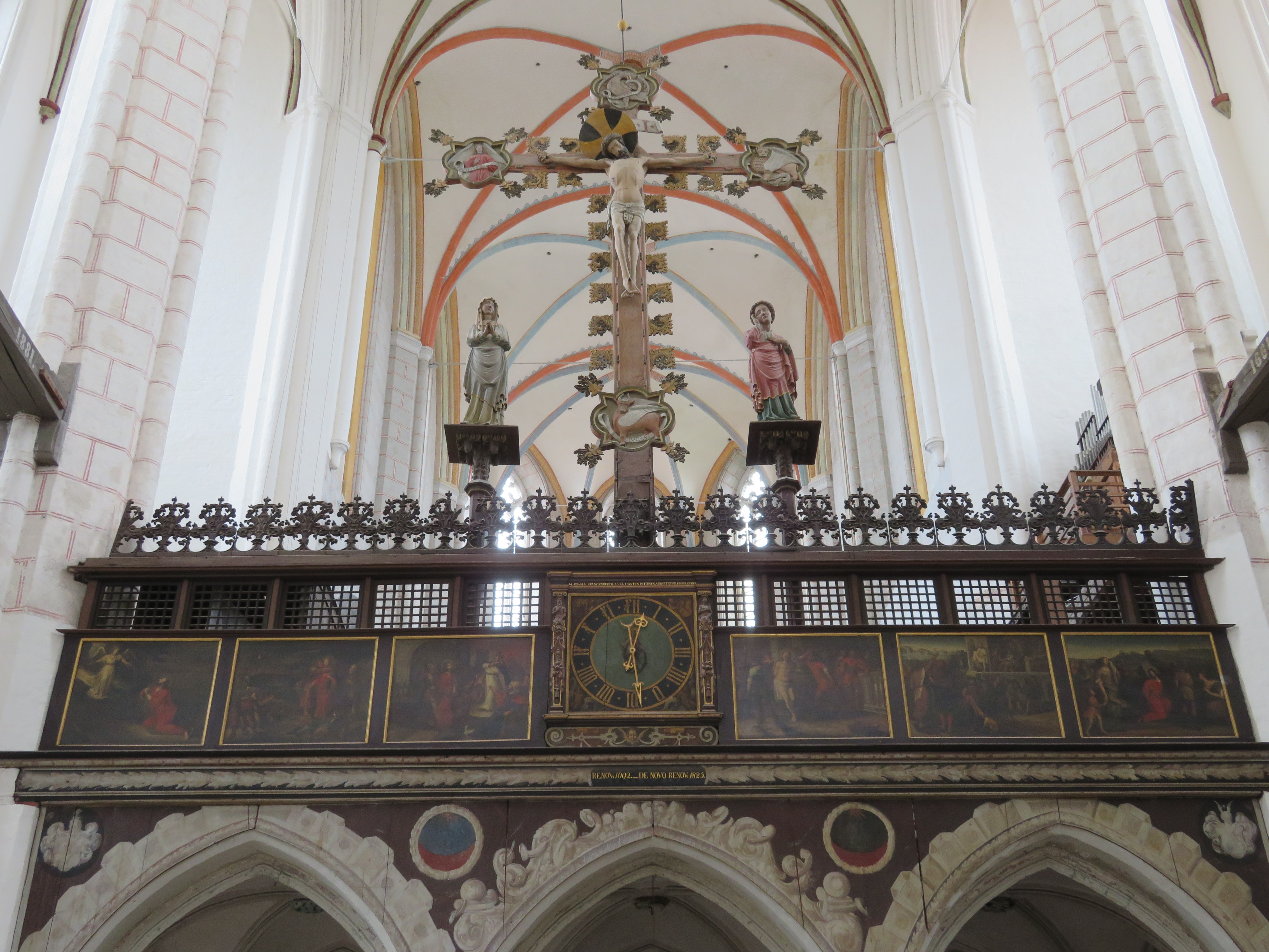
Lübeck, Katharinenkirche: Brüstung des Hochchores (17. Jhd.)

## Emporenmalerei in Lübeck
- Aegidienkirche (Lübeck): Serie von elf Gemälden am Singechor/Lettner (1587). Malereien Gregor von Gehrden zugeschrieben, schnitzerisches Renaissancedekor der Empore von Tönnies Evers d. J.[12]
- St. Andreas (Lübeck): Insgesamt 18 Gemälde an der Orgelempore von 1735. Bild des Propheten Hesekiel vom Vorgänger der Orgelempore aus dem Jahr 1645, 15 Tafeln mit Szenen aus dem Leben Jesu und dem Alten Testament von 1735.[13]
- Heiligen-Geist-Hospital (Lübeck): Elisabeth-Legende (um 1440)[14]
- Jakobikirche (Lübeck): Empore unter der großen Orgel mit Bruststücken der Propheten und Apostel, des Evangelisten Lukas, Christus, David und Moses (1639 und 1649), ohne Beschriftungen.[15]
- Katharinenkirche (Lübeck): An der Brüstung des Hochchores, dem Langhaus zugewandt, je drei Szenen aus der Passionsgeschichte rechts und links neben der Uhr: Christus in Gethsemane, Judaskuss, Christus vor dem Hohepriester, Geißelung Christi, Ecce Homo und Kreuztragung (Anfang 17. Jahrhundert). Öl auf Holz, ca. 90 × 125 cm.[16]

## Emporenmalerei im Kreis Nordfriesland

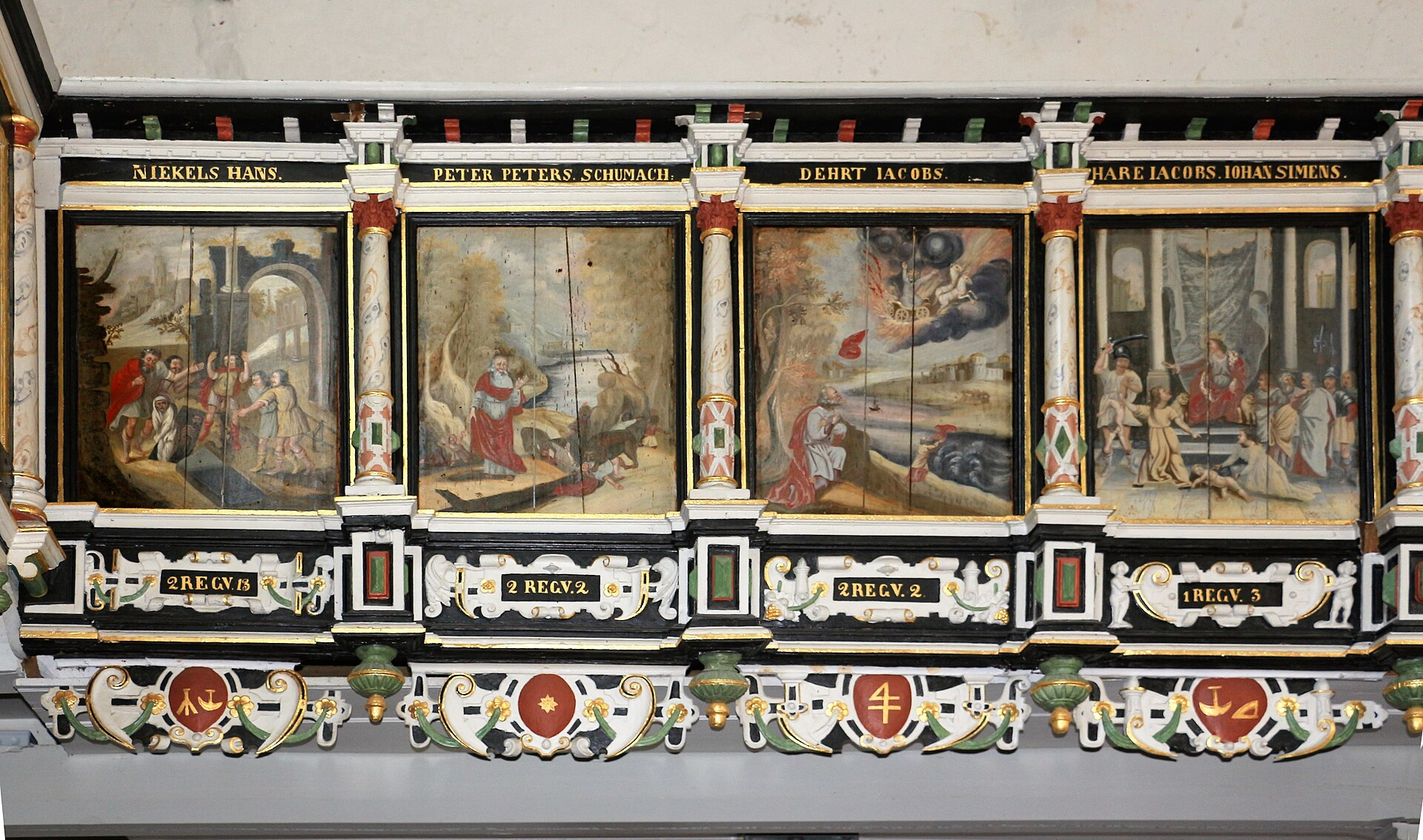
Emporenmalerei in Tetenbüll

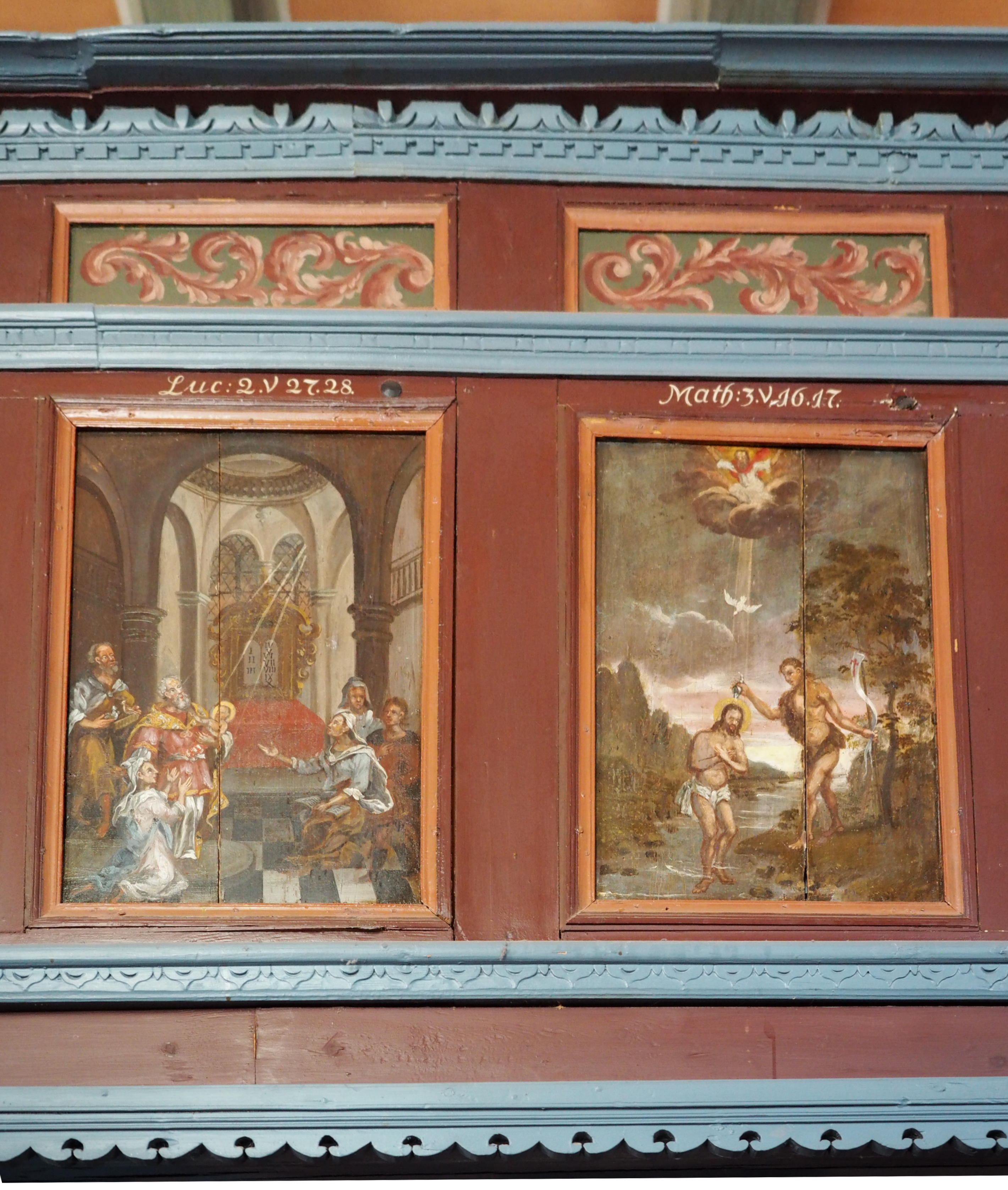
Emporenmalerei an der Nordempore in Viöl

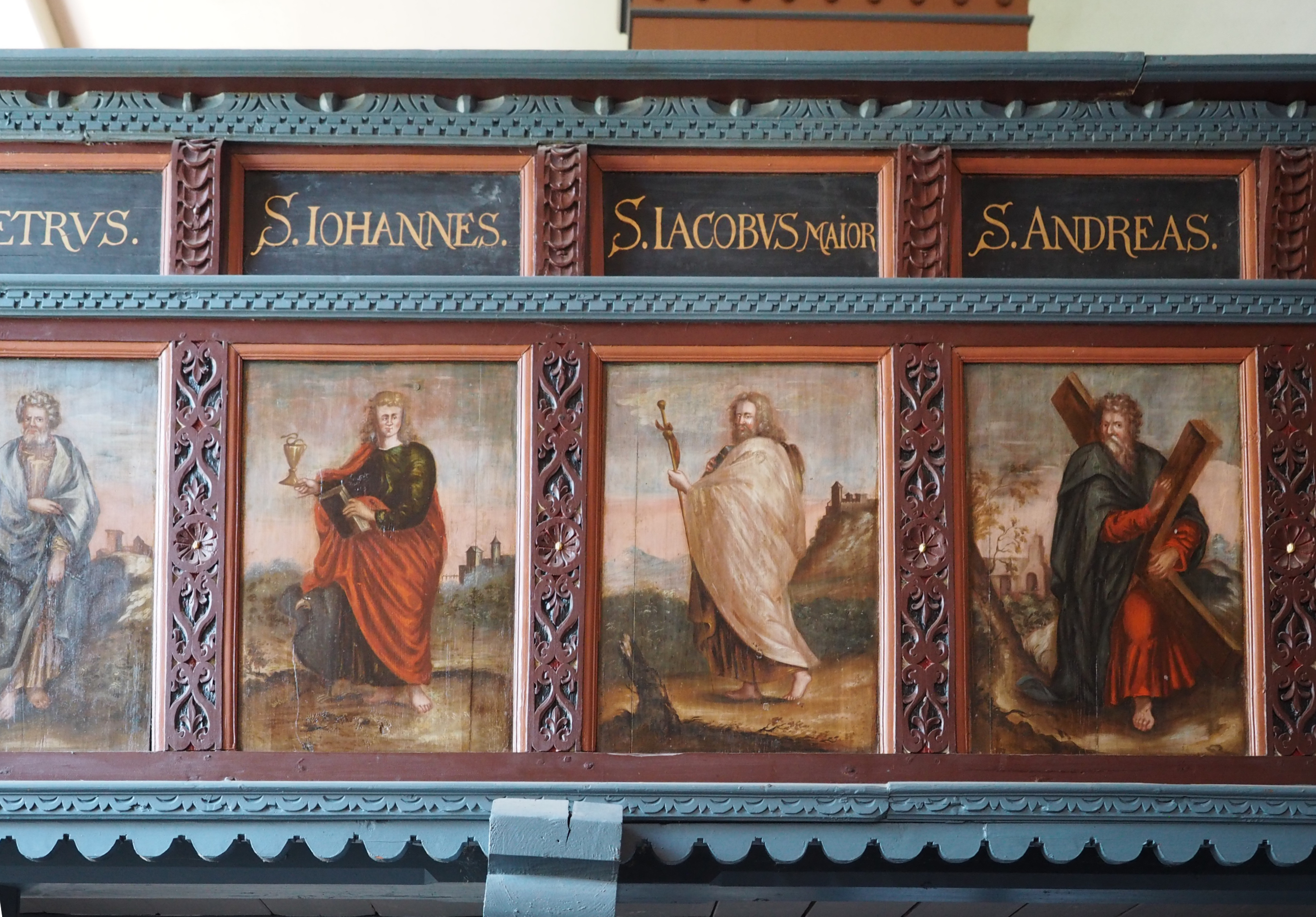
Emporenmalerei an der Westempore in Viöl

- Kirche in Bargum: Westliche Orgelempore mit 16 Bildern. Vier Embleme ohne Überschrift und zwölf Personen aus der Bibel (18. Jahrhundert).[17] Für die Darstellung der Apostel Petrus, Andreas und Johannes wurden Vorlagen von Johann Matthias Kager benutzt. Andere Darstellungen verwendeten Vorlagen von Jacob von Sandrart
- St. Nikolai (Bordelum): An der neugotischen Nordempore finden sich 26 größtenteils ältere Bilder von verschiedenen Malern, von denen die ältesten auf 1684 datiert werden.[18] Dargestellt sind Szenen aus dem Alten und Neuen Testament sowie des evangelischen Gottesdienstes. Die Anordnung erfolgt nicht bibelchronologisch. Die ersten zehn Bilder sind Beispielszenen für die Zehn Gebote, weitere drei zum Glaubensbekenntnis und sieben zum Vaterunser.
- St. Nikolai (Bredstedt): acht Tafeln einer früheren Empore zur Offenbarung des Johannes
- Apostelkirche (Deezbüll): Emporenbilder mit Darstellung der Apostel an der Westempore.
- Rimbertikirche (Emmelsbüll): 16 Bilder mit Szenen aus dem Leben Jesu an der Westempore
- St. Katharina in Enge-Sande: 38 Bilder von unterschiedlichen Malern. Drei große Bilder zur Kindheit Jesu; 35 Symbolbilder nach Art der Emblematik mit gedichteten Versen und zum Teil mit biblischen Verweisen, teilweise aus Johann Arndts Vier Bücher vom wahren Christentum (1610) entnommen.
- St.-Christians-Kirche (Garding): Die Bilder der Nordempore stellen die Josephsgeschichte dar. Die leeren Kassetten der Orgelempore wurden anlässlich der 900-Jahr-Feier mit Bildern des Malers Thomas Weisenberger gefüllt.
- St. Katharina (Katharinenheerd): An der Westempore finden sich vierzehn zwischen 1635 und 1650 geschaffene spätbarocke emblematische Malereien nach dem 1624 erschienenen Andachtsbuch Pia Desideria des flämischen Jesuiten Herman Hugo (1588–1629).[19]
- St.-Laurentius-Kirche (Langenhorn): 40 Bilder mit biblischen Personen gegen 1710. Für die Darstellung der Figuren des Alten Testamentes wurden Stiche von Jan Snellinck als Vorlage benutzt, die von 1579, oder 1646 von Claes Jansz. Visscher in Amsterdam herausgegeben wurden. Die Darstellung der Apostel folgt, genau wie in der Kirche zu Jörl, den Bildern von Johann Matthias Kager. An der Südempore finden sich elf Bilder zu den zehn Plagen Ägyptens aus der Zeit um 1680.
- St. Willehad (Leck): elf Tafeln aus der Barockzeit mit Emblemen. 20 Tafeln von 1995 zur Bergpredigt
- St.-Lamberti-Kirche (Mildstedt): 17 Tafeln an der Westempore, davon neun Bilder zum Alten Testament vom Anfang des 17. Jahrhunderts und acht moderne Bilder, die teils Landschaften zeigen, teils abstrakt gehalten sind.
- St.-Clemens-Kirche (Nebel): Darstellung der Apostel an der Westempore und einem Teil der Nordempore.
- Christuskirche (Niebüll): An der Westempore Bilder zum Leben Jesu aus dem 17. Jh.
- St. Vinzenz (Odenbüll): An der Nord- und Westempore finden sich Bilder von 1715 in guter Qualität.
- St.-Sebastian-und-St.-Fabian-Kirche (Schwesing): 21 Emporenbilder zu biblischen Personen von 1887, von denen nach dem Abriss der Nordempore noch sechs Tafeln an der Westempore erhalten sind, die die vier Evangelisten sowie Jesus und Johannes den Täufer zeigen.
- St. Anna (Tetenbüll): Nordempore mit 30 Bildern aus dem Jahr 1634. Dargestellt sind Szenen aus dem Alten Testament. Unter jedem Bild steht in Kartuschen die entsprechende Bibelstelle, darüber der Name des Stifters. Als Vorlage dienten die Stiche von Merian.
- St. Martin (Vollerwiek): An der Westempore finden sich Bilder aus dem Jahr 1613 im Stil des niederländischen Romanismus mit der in den Szenen Erschaffung der Eva, Sündenfall, Verkündigung, Geburt und Taufe Christi zusammengefassten Heilsgeschichte.
- St. Magnus (Tating): Nordempore von 1601 mit Emporenbildern zu alt- und neutestamentlichen Szenen. Westempore mit Bauernmalerei zum Vaterunser von 1746. Zudem Reste von ehemaligen Emporenbrüstungen mit Darstellungen zu den Seligpreisungen von 1756.
- St. Christophorus in Viöl: An der West- und Nordemporen finden sich 13 Bilder mit Christus und den zwölf Aposteln von 1695. Außerdem gibt es 19 Bilder von 1733. Sie stellen neben Adam und Eva die Geschichte Jesu bis zu Himmelfahrt und Pfingsten dar. Ein weiteres Bild stellt Martin Luther vor der Kirche in Viöl dar.

## Emporenmalerei im Kreis Ostholstein

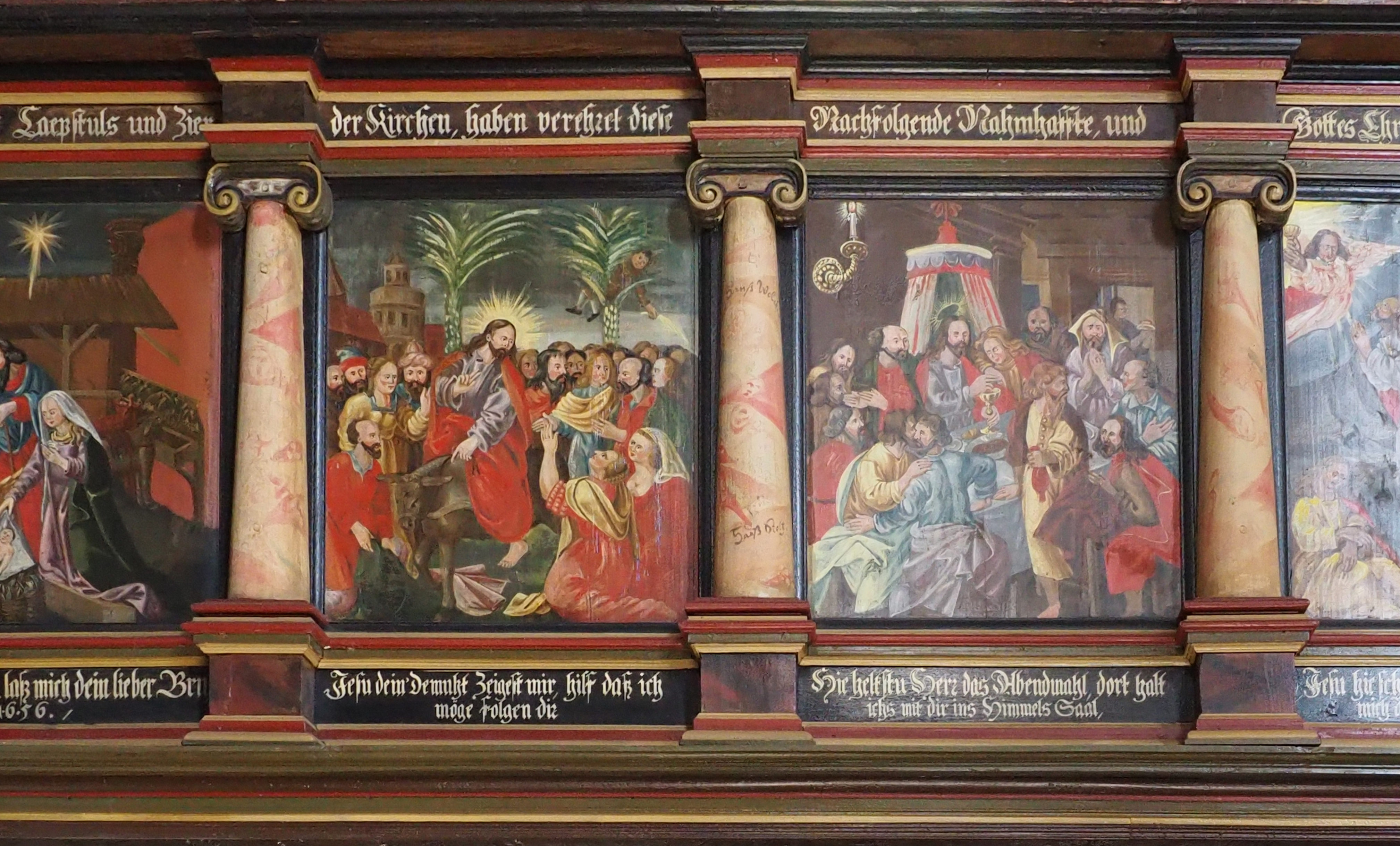
Emporenmalerei in Bosau

- Petrikirche (Bosau): An der der 1656 errichteten Nordempore finden sich zwanzig Gemäldetafeln, die die Geburt Christi, Szenen der Passionsgeschichte und seine Auferstehung und Himmelfahrt darstellen. Die Bilder sind im volkstümlichen Stil nach Vorlagen von Marten de Vos gemalt. Über ihnen finden sich Angaben zu den Stiftern. Unter den Bildern finden sich Verse, die eine Reaktion des frommen Betrachters darstellen sollen.
- Kirche Gleschendorf: vier moderne Bilder an der Westempore
- St. Johannis (Neukirchen): An der Orgelempore mit der Orgel von 1756 befinden sich 16 Bildtafeln, 15 davon zeigen Szenen aus der Passionsgeschichte Christi, wobei ein besonderes Gewicht auf Pontius Pilatus gelegt wird, der auf vier Tafeln dargestellt wird. An der Nord- und der Südwand des Kirchenschiffes hängen 16 auf Leinwand gemalte Bilder, die Szenen aus dem Leben Jesu und der Apostelgeschichte zeigen.

## Emporenmalerei im Kreis Pinneberg

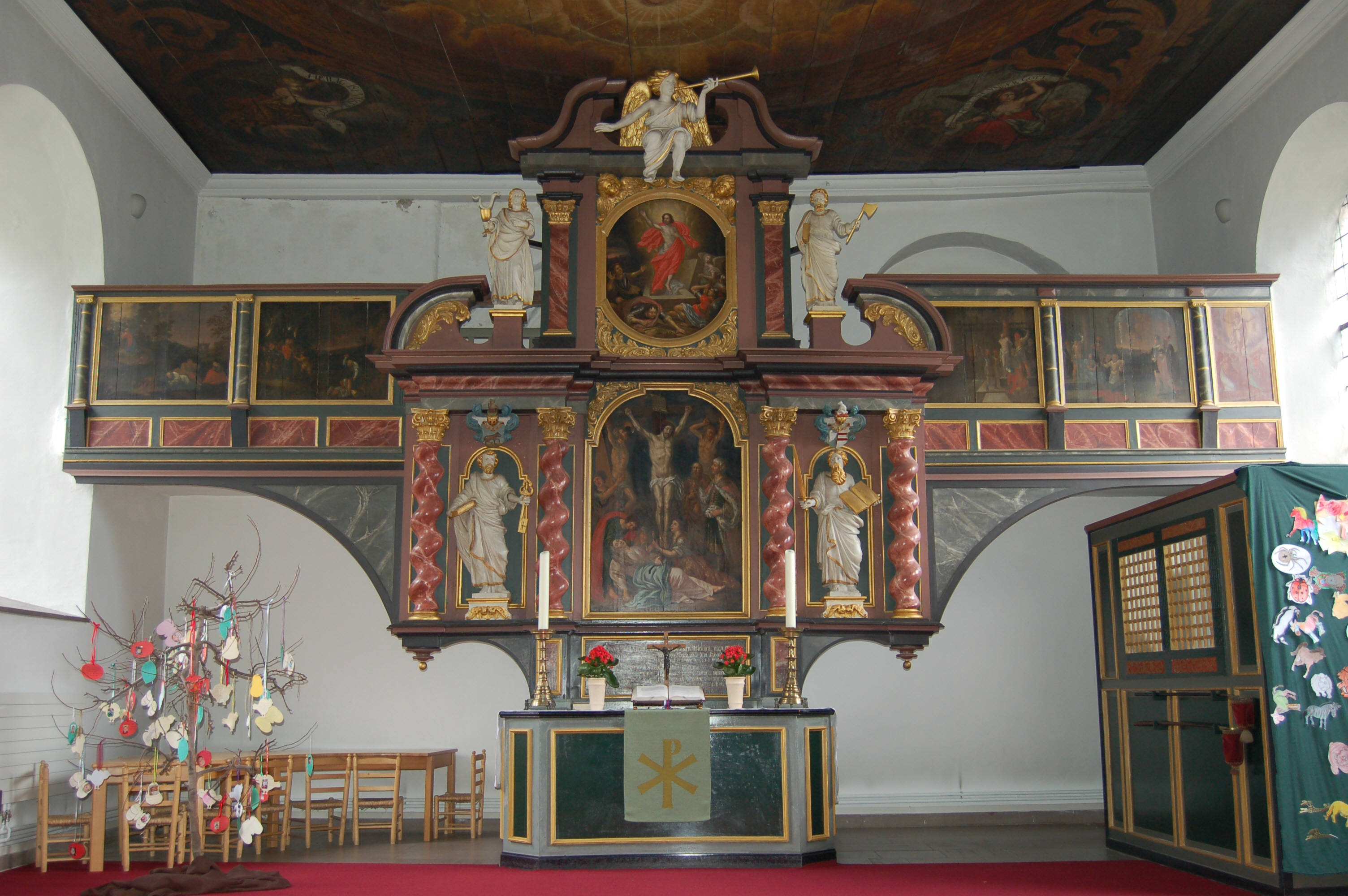
Haselau, Hl. Dreikönigskirche: Ostempore (2. Hälfte 17. Jhd.)

- Heiligen-Geist-Kirche (Barmstedt): 32 Gemälde mit der Geschichte Jesu Christi an der Empore bei der Orgel (1717/18).[20]
- Nikolaikirche (Elmshorn): 71 Emporenbilder mit „Illustrationen der Bibeltexte zu den Sonn- und Feiertagen sowie Szenen aus dem Alten Testament“, wobei fünf aus dem 17., alle anderen aus dem 18. Jahrhundert stammen.[21]
- Hl. Dreikönigskirche (Haselau): Ostempore zu beiden Seiten des Altares mit fünf Passionsszenen (Öl auf Holz, 72 × 95) nach Stichen von Hendrick Goltzius, 2. Hälfte des 17. Jahrhunderts.[22]

## Emporenmalerei im Kreis Rendsburg-Eckernförde

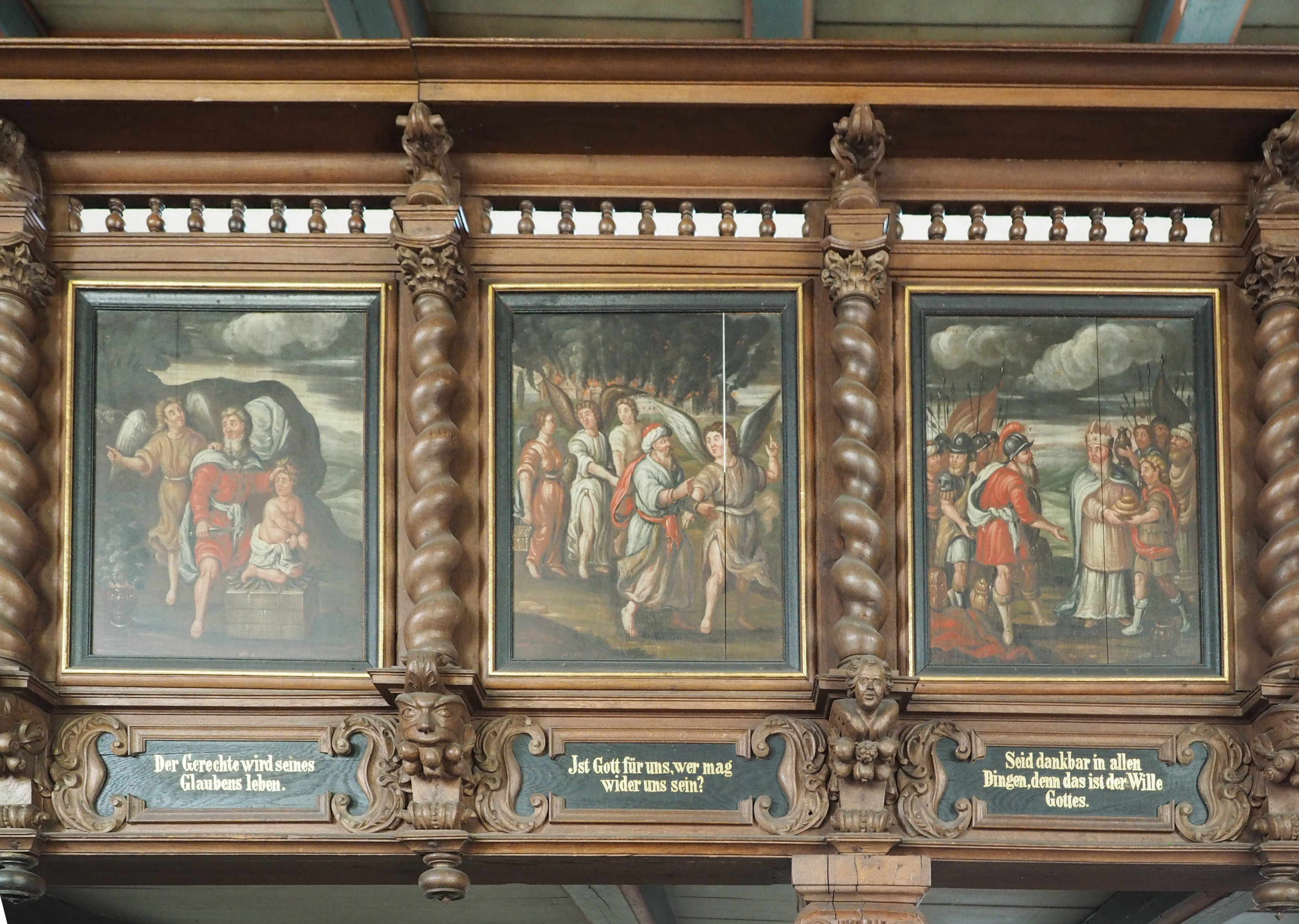
Emporenmalerei in Hohn

- St. Jürgen (Gettorf): An der Westempore befinden sich zwölf Bilder mit Darstellungen der Aposteln. Zwei weitere Bilder des Zyklus sind im Kirchenschiff aufgehängt. Die Bilder wurden nach der Vorlage von Christoph Weigel gemalt.
- Marienkirche (Hohn): Ostempore mit 8 Bildtafeln zu den Seligpreisungen, ähnlich der Ostempore in Grundhof. Nordempore: 19 Bilder aus dem Alten Testament aus dem Jahr 1685. Westempore: 13 geschnitzte Tafeln zu biblischen Szenen und dem evangelischen Gottesdienst
- St. Georg (Jevenstedt): An der Nordempore Brüstungsmalereien mit 12 Tafeln mit den 12 Aposteln von 1683.
- St. Martin (Nortorf): An der Nordwand des neugotischen Kirchenbaues finden sich Reste eines Emporenbilderzyklus des Vorgängerbaus aus dem 17. Jahrhundert. Dargestellt sind die vier Evangelisten, sowie die Propheten Jeremia, Hesekiel und Jesaja.
- Marienkirche (Rendsburg): 34 Bilder aus dem 17. Jahrhundert an jüngeren Emporen. An der Nordempore Bilder zur Passion Christi, an der Südempore hauptsächlich Bilder aus dem AT.

## Emporenmalerei im Kreis Schleswig-Flensburg

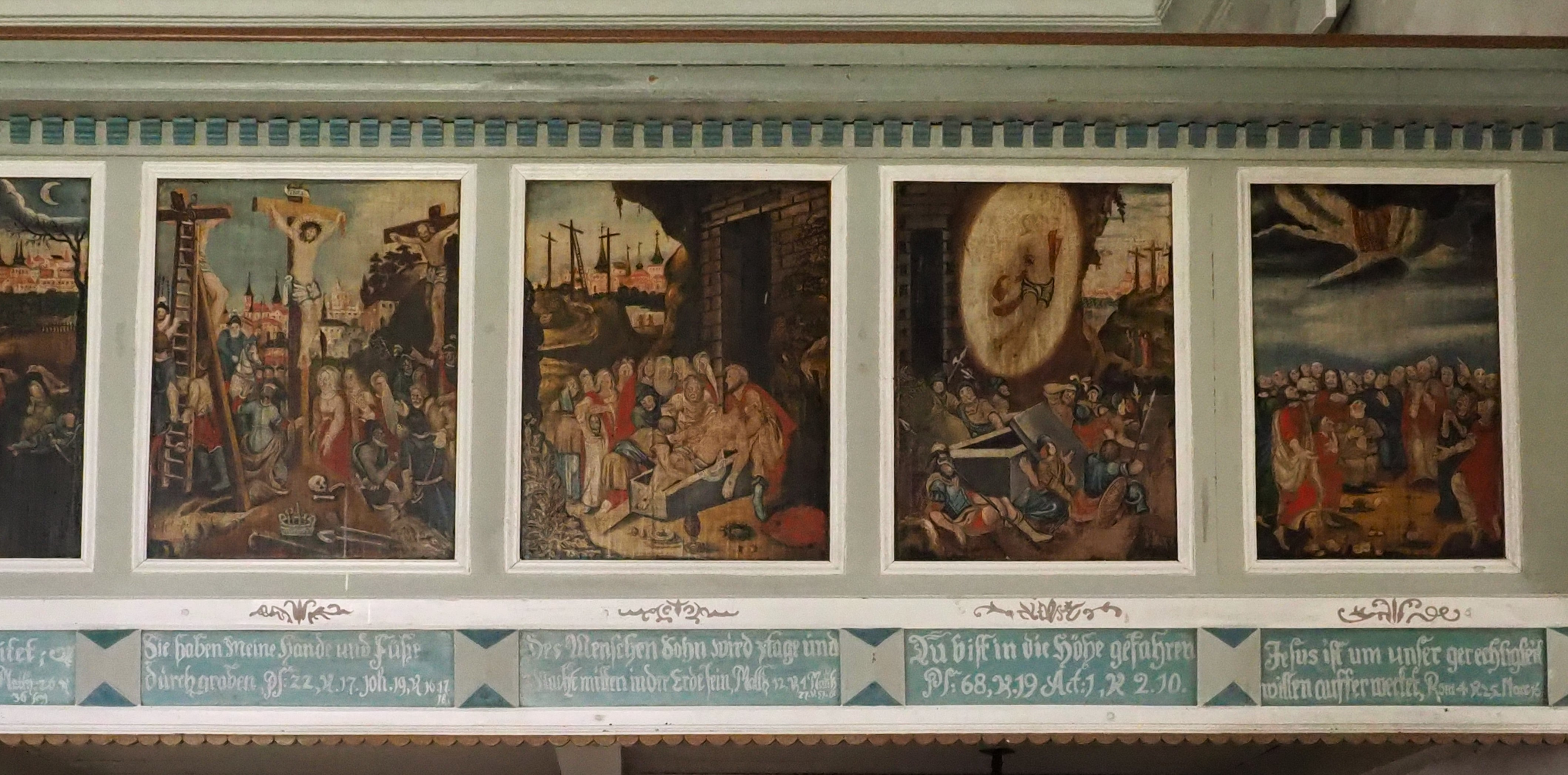
Emporenmalerei in Steinbergkirche

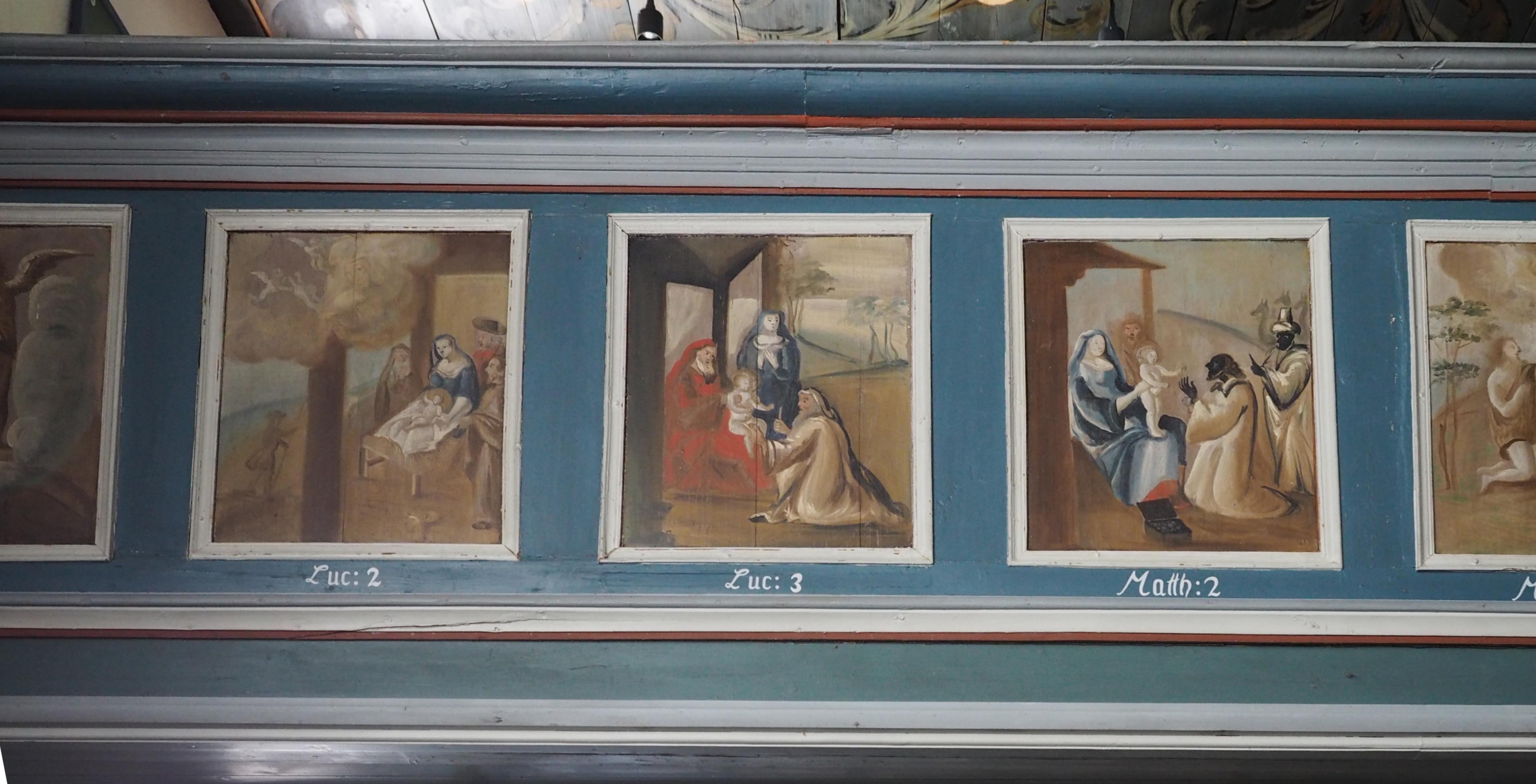
Emporenmalerei in Bergenhusen

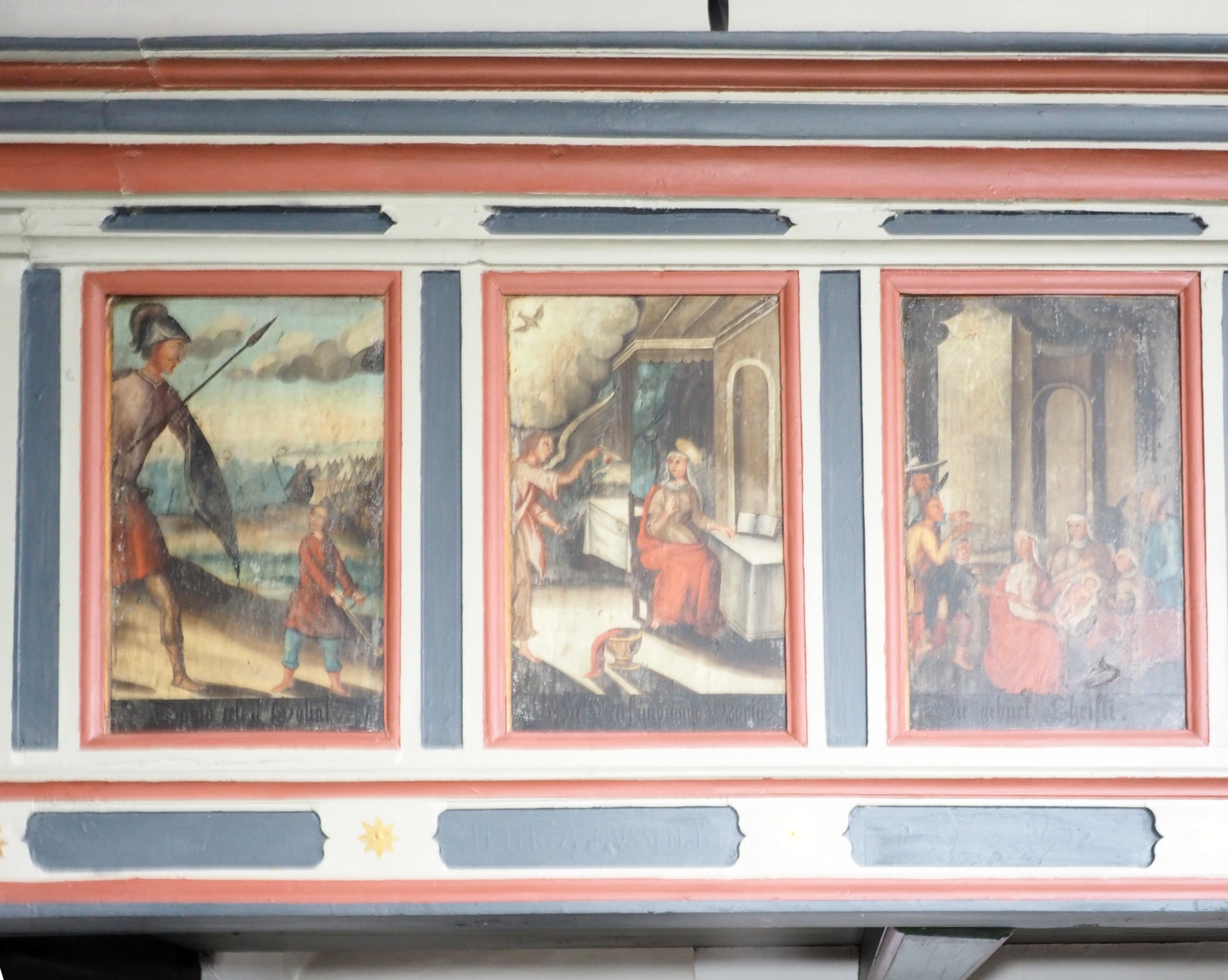
Emporenmalerei in Großsolt

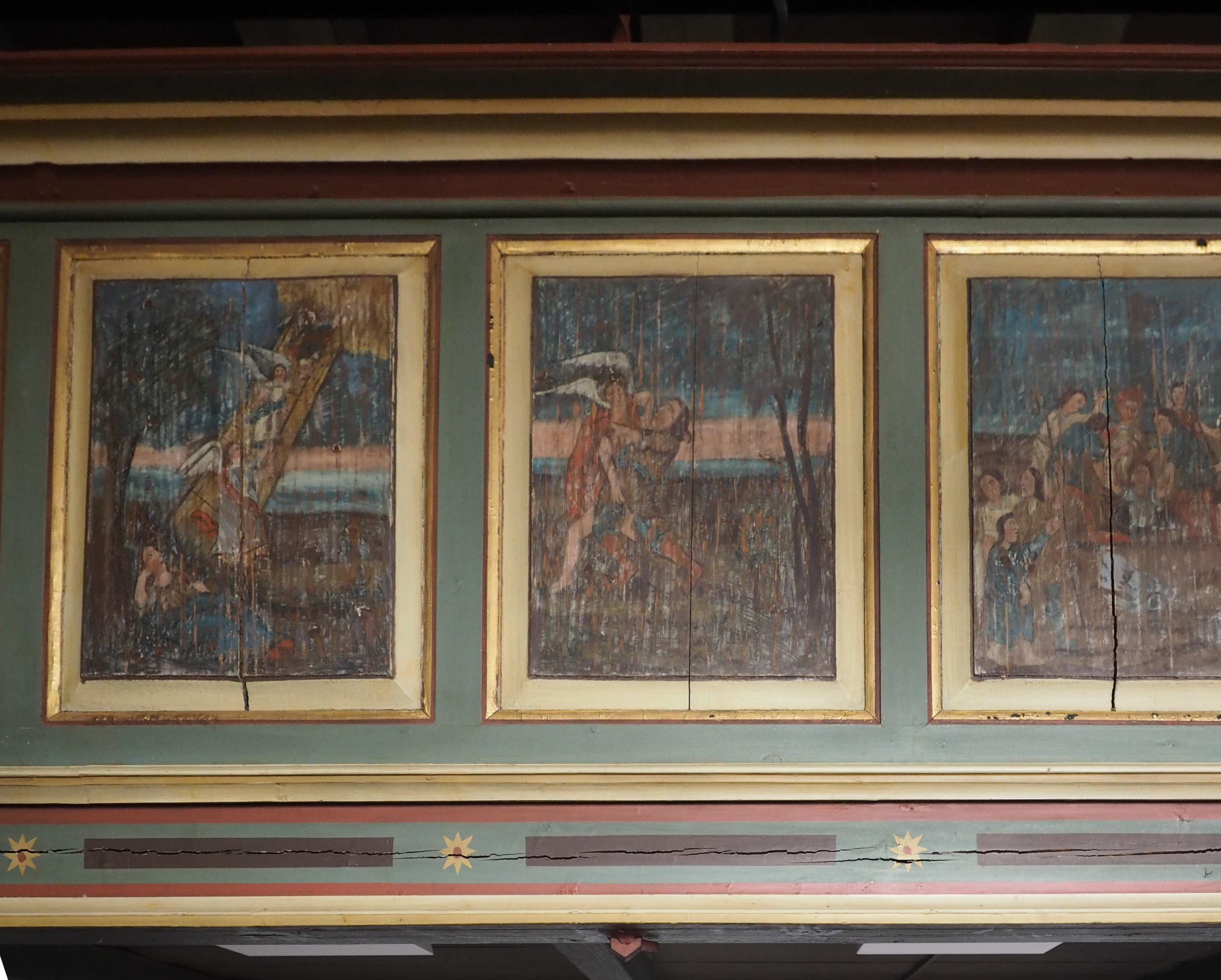
Emporenmalerei in Kleinsolt

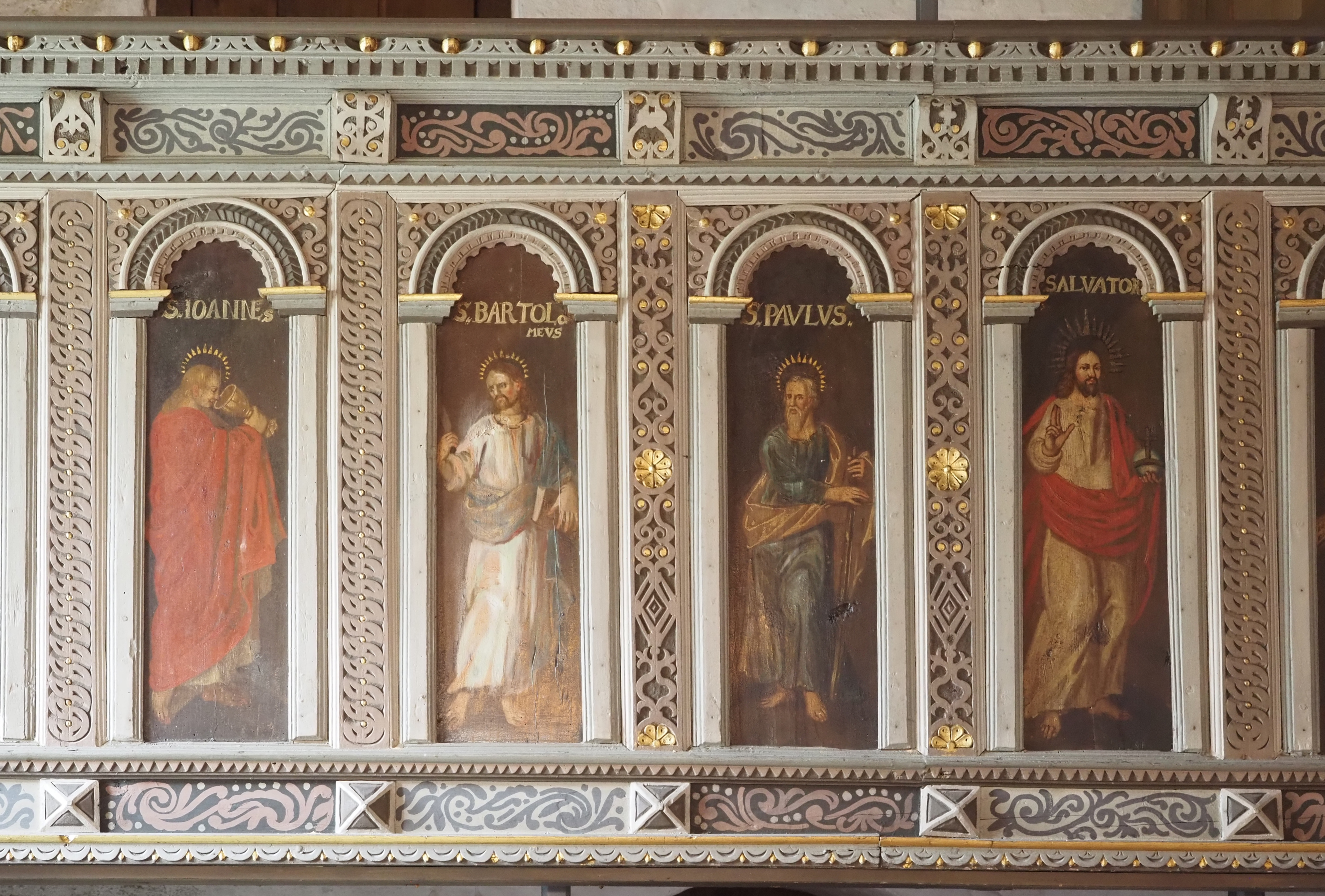
Westempore in Rüllschau

- Dorfkirche Bergenhusen: Emporenmalerei mit 42 Bildern aus dem NT in recht schlichter Machart. Darunter auch ungewöhnliche Szenen zum Leben Jesu und zu den Gleichnissen. Unterschriften mit den biblischen Kapitelangaben. Zusätzlich gibt es Tafeln mit Grisaillenmalereien am Gestühl zu Tugenden und biblischen Personen mit Bildüberschriften.
- St.-Petrus-Kirche (Eggebek): Emporenmalerei aus dem 18. Jh. 20 Bilder. Sechs Tafeln zum Alten Testament und 14 zum neuen Testament. Über 18 Bilder sind Überschriften mit Verweisen auf biblische Kapitel angebracht
- St.-Marien-Magdalenen-Kirche (Erfde): 35 Tafeln. 14 Bildtafeln zum Alten Testament, inklusiv des Buches Tobit. 21 Bilder zum Neuen Testament. Die Bilder stammen offensichtlich von drei verschiedenen Malern.
- St. Laurentius (Großenwiehe): An der Westempore befinden sich 14 Bildtafeln, die Personen vor einem einfarbigen Hintergrund zeigen. Dargestellt sind die Apostel. Eine Beschriftung der Bilder ist nicht mehr vorhanden. Einige Darstellungen wurden nach Vorlagen von Jacob von Sandrart gemalt.
- St. Nicolai (Groß-Quern): An der Westempore befinden sich 16 Emporenbilder, die von der abgebrochenen Nordempore stammen. Dort gab es 11 Bilder von 1696 und 31 Bilder von 1749. Die Unterschriften sind nicht mehr lesbar. Jetzt finden sich dort neben zwei Bildern zur Schöpfung nur Darstellungen zum Neuen Testament.
- Kirche Großsolt: Empore von 1748: 21 Bilder zum Alten und neuen Testament.
- Marienkirche (Grundhof): 1762 von Ludwig Müller aus Itzehoe gemalt. 61 Bilder zum Alten und neuen Testament, sowie vier Bilder zu Tugenden. An der Westempore wird der Dekalog anhand von biblischen Beispielgeschichten dargestellt. An der Ostempore die acht Seligpreisungen nach der Vorlage von Stichen von Christoph Weigel. Unter allen Bilder befinden sich Unterschriften mit den Angaben der Bibelstelle des Dargestellten sowie eine weitere Bibelstelle.
- St.-Marien-Kirche (Havetoft): 17 Bilders des Pastors Bruno Spießwinkel von 1989 mit Szenen aus dem Alten und Neuen Testament
- St.-Vincentius-Kirche (Husby): 27 Bilder von 1752 zum Alten Testament, inklusiv des Buchs Tobit. Neun Bilder von 1786 zum neuen Testament. Eine ursprüngliche Beschriftung der Bilder ist nicht mehr vorhanden. Die Bilder 32–36 gehören eigentlich zwischen die Bilder 27 und 28. Zehn Bilder weisen große Ähnlichkeiten zu den Stichen der Merianbibel auf.
- St.-Katharinen-Kirche (Jörl): An der Brüstung der barocken Nordempore findet sich 30 farbenfrohe Tafeln mit Emporenmalerei: Ein Bild zur Wiederkunft Christi, 17 Propheten, 9 Apostel, sowie 3 Tafeln mit Ornamenten. Die Personendarstellungen weisen eine große Ähnlichkeit zu der Emporenmalerei in der Kirche in Langenhorn (Nordfriesland) auf. Für die Darstellung der Figuren des Alten Testamentes wurden teilweise Stiche von Jan Snellinck als Vorlage benutzt, die von 1579, oder 1646 von Claes Jansz. Visscher in Amsterdam herausgegeben wurden. Die Darstellung der Apostel folgt den Bildern von Johann Matthias Kager.
- St.-Johannes-Kirche (Kleinsolt): Die Empore wurde vor 1700 gebaut. Über den Maler der 13 Emporenbilder mit Szenen aus dem Alten Testament ist nichts bekannt. Es gibt keine Bildunterschriften. Die Bilder sind in einem schlechten Zustand.
- St. Matthäus (Medelby): 32 Bilder aus dem Jahr 1732 zum Alten und Neuen Testament von Sönnich Hinrichsen aus Abro gemalt, teilweise nach Vorlage der Merianbibel. Über den Bibeln steht die jeweilige Bibelstelle. Unter 29 der 34 Tafeln ist ein ausgeschriebener Bibelvers zu lesen.
- St.-Jürgen-Kirche (Nordhackstedt): An der Brüstung der Westempore finden sich 12 Bilder aus der Barockzeit. Dargestellt sind die Apostel, Johannes der Täufer und Christus. Die Reihe wird durch den Einbau einer modernen Orgel unterbrochen. Die Darstellungen der Apostel Andreas, Jacobus Maior und Philippus scheinen verloren gegangen zu sein. Als Vorlage für die Bilder dienten, wie in den benachbarten Kirchen von Bargum, Jörl und Langenhorn, Kupferstiche des 1634 in Augsburg verstorbenen Johann Matthias Kager.
- Michaeliskirche (Rüllschau): An der reichverzierten Westempore befinden sich 14 Tafeln, davon 13 mit Christus und den Aposteln und eine mit einem Wappen und einer Stifterinschrift von 1643.
- Johannis-Kloster in Schleswig: Empore mit 12 Tafeln mit Emblemen
- Schlosskapelle des Schloss Gottorf in Schleswig: Im Nordflügel von Schloss Gottorf wurde 1590 eine Schlosskapelle mit Emporenmalerei eingerichtet. Es handelt sich somit um eine der frühen evangelischen Fürstenkapellen. Die Empore wurde von dem Flensburger Bildschnitzer Heinrich Kreienberg gestaltet, der Gemäldezyklus stammt von Marten van Achten. Die reich verzierte Empore erstreckt sich über vier Seiten. Fast alle Darstellungen sind mit Unterschriften aus der deutschen Lutherbibel versehen. Dargestellt sind 28 Bilder zum Leben Jesu und zwei Bilder mit den Evangelisten.
- St.-Marien-Kirche (Sörup): Die Empore mit 31 Tafeln mit Szenen aus dem Neuen Testament stammt von 1768. Einige der Bilder wurden jedoch erst 1909 hinzugefügt. Unter den Tafeln befinden sich jeweils Angaben zu zwei verschiedenen Bibelstellen.
- St.-Martin-Kirche (Steinbergkirche): An der Nordempore befinden sich 23 Tafeln des Malers Hans Heinrich Nissen aus Arnis aus dem Jahr 1740 mit Szenen aus dem Alten und Neuen Testament. Die Figuren sind recht einfach gemalt, die Darstellung der Landschaft und der Architektur ist dagegen aufwendig gestaltet. Alle Bilder wurden nach der Vorlage der Merianbibel gestaltet.
- St. Laurentius (Sterup): Bilder an der Westempore
- St.-Georgs-Kirche (Struxdorf): sechs Bilder an Westempore
- Katharinenkirche (Süderstapel): 21 Bilder von 1844 mit Szenen aus dem Alten – und Neuen Testament ohne Beschriftungen.
- St.-Annen-Kirche (Taarstedt): Apostelbilder aus dem 18. Jahrhundert an der Westempore

## Emporenmalerei im Kreis Segeberg

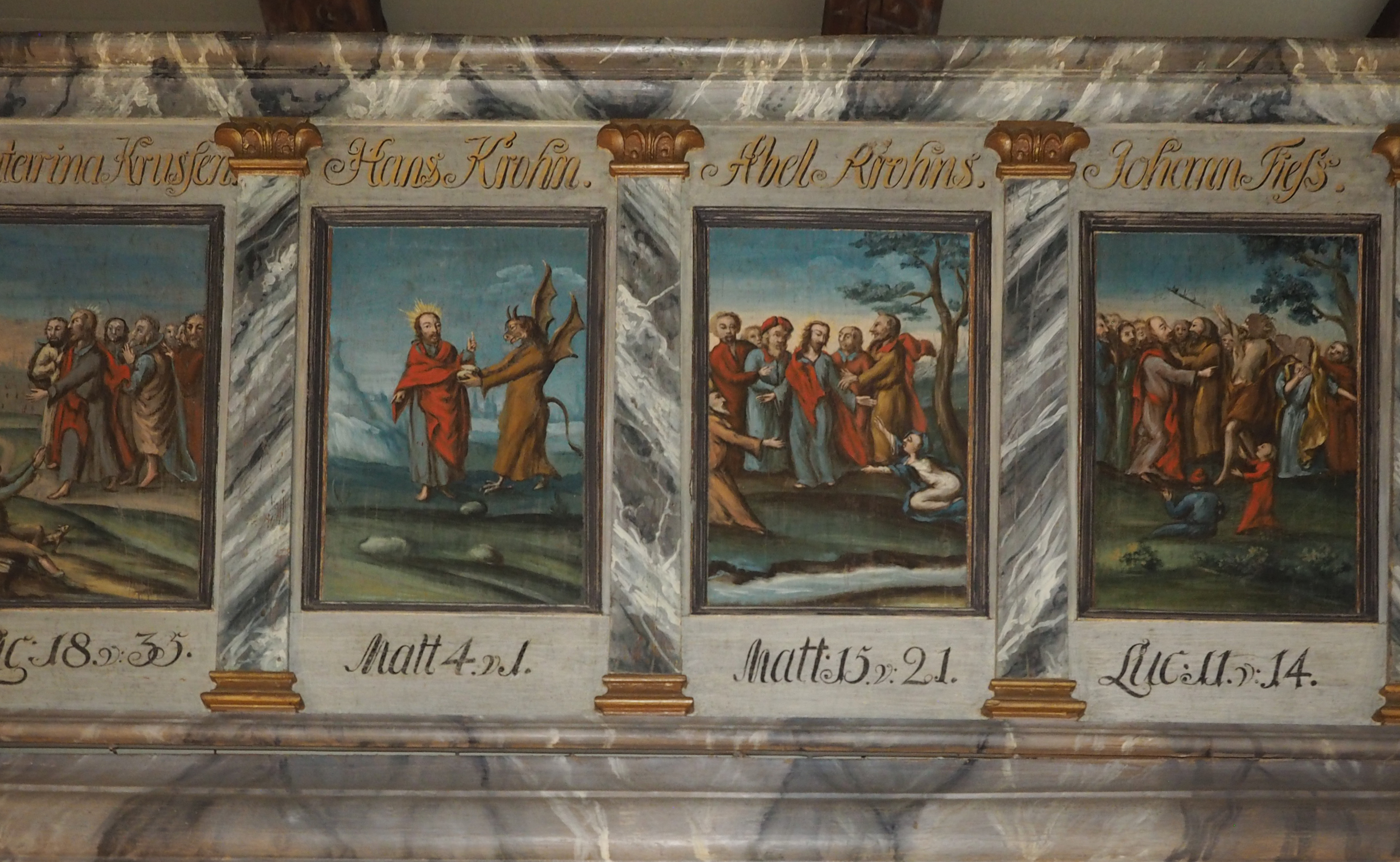
Emporenmalerei in Bad Bramstedt

- Maria-Magdalenen-Kirche (Bad Bramstedt): drei historische Emporenbilderzyklen, die 1881 übermalt und 1989 wieder freigelegt wurden. Ein Zyklus mit 24 Darstellungen zum Leben Jesu und Johannes dem Täufer aus der 1. Hälfte des 17. Jahrhunderts. Ein Zyklus mit 12 Bildern von 1762 mit Darstellungen von Wundern und Gleichnissen Jesu sowie 12 Bilder mit emblatischen Darstellungen. Die historischen Darstellungen wurden 2013 durch drei zeitgenössische Bilder ergänzt.

## Emporenmalerei im Kreis Steinburg

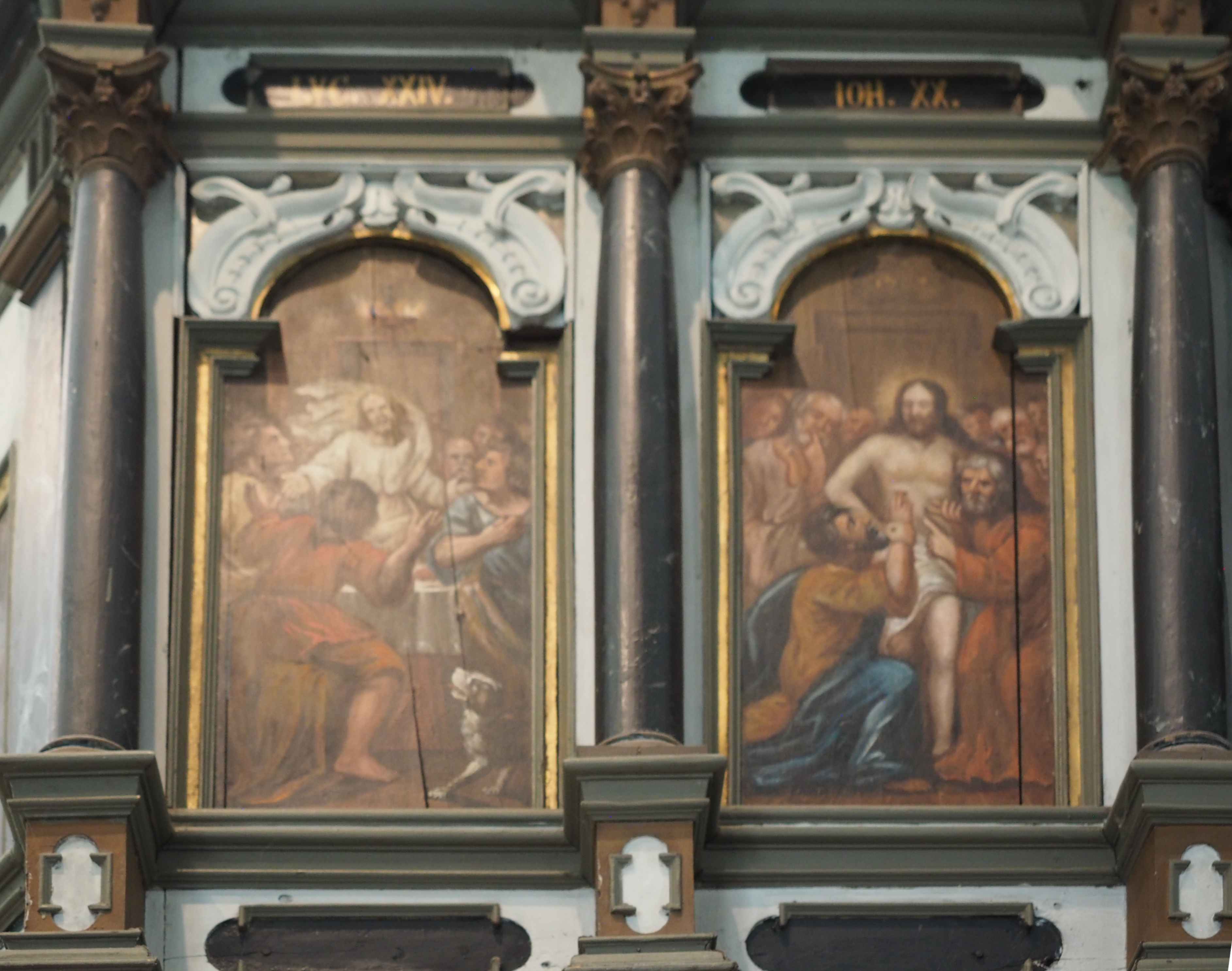
Emporenmalerei in Glückstadt

- Stadtkirche Glückstadt: An den Emporen befinden sich 103 Bilder, die in der Zeit zwischen 1706 und 1850 von verschiedenen Malern hergestellt wurden. Es gibt in Schleswig-Holstein keine Kirche, die eine größere Anzahl von Emporenbildern aufweist. Ein Teil der Bilder wurde inzwischen renoviert. Viele der übrigen sind sehr dunkel geworden und nur noch schwer zu erkennen.
- St.-Nicolai-Kirche (Beidenfleth) An der Westempore
- St. Cyriacus (Kellinghusen): moderne abstrakte Emporenbemalung
- Trinitatiskirche (Neuendorf): Die Brüstungsfelder zeigen Rokokomalerei

### Überblicke
- Richard Haupt: Die Bau- und Kunstdenkmäler der Provinz Schleswig-Holstein. Mit Ausnahme des Kreises Herzogtum Lauenburg. 4 Bände. Ernst Homann, Kiel 1887–1890.
- Hartwig Beseler (Hrsg.): Kunst-Topographie Schleswig-Holstein. Wachholtz, Neumünster 1989.
- Melani Wutzke: Studien zu protestantischen Emporenbilderzyklen des 17. Jahrhunderts in Schleswig-Holstein. 2 Bde. Magisterarbeit, Kiel 1994.
- Dirk Jonkanski, Lutz Wilde: Dorfkirchen in Schleswig-Holstein. Wacholtz Verlag, Neumünster 2000.
- Peter Königfeld: 900 Jahre Wandmalereien, Gewölbemalereien und Brüstungsmalereien in deutschen Kirchen und Klöstern. Verlag des Antiquariats Bernhard Schäfer, Bad Karlshafen 2008.

### Darstellungen einzelner Emporenbilderzyklen
- Joachim Goege: Die Elisabeth-Legende im Heiligen-Geist-Hospital. In: Der Wagen 1954, S. 54–60.
- Wolfgang J. Müller: Die Emporenbilder von Katharinenheerd. In: Nordelbingen 40 (1971), S. 91–109.
- Rolf Gramatzki: Die Sängerkanzel der Ägidienkirche zu Lübeck: Versuch zu ihrer Ikonologie. In: Zeitschrift des Vereins für Lübeckische Geschichte und Altertumskunde 69 (1989), S. 233–296.
- Rainer Rahlmeier: Bramstedter Bilderbibel. Die Emporenbilder in der Maria-Magdalenen-Kirche zu Bad Bramstedt. Bad Bramstedt 1995.
- Jörg Peter Bahlke, Rudolf Schlüter: St. Marien zu Grundhof 1196–1996. Grundhof 1996.
- Christiane Saumweber: Zum spätgotischen Elisabethzyklus im Lübecker Heiligen-Geist-Hospital. Auswertung des technologischen Befundes. In: Hartmut Krohm, Uwe Albrecht, Matthias Weniger (Hrsg.): Malerei und Skulptur des späten Mittelalters und der frühen Neuzeit in Norddeutschland. Künstlerischer Austausch im Kulturraum zwischen Nordsee und Baltikum. Berlin 2004, S. 125–130
- Kirchenvorstand St. Jürgen (Hrsg.): 1560–2010. 450 Jahre St.-Jürgen-Kirche. Eine Festschrift. Heide 2010.
- Johanna Lenz-Aude, Hans-Walter Wulf: Die Tetenbüller Bilderbibel. Tetenbüll 2013.